# Гней Дуилий Лонг
Гней Дуилий Лонг (на латински: Gnaeus Duillius Longus) e политик на ранната Римска република. Произлиза от плебейската фамилия Дуилии.
През 399 пр.н.е. той е военен трибун заедно с още пет колеги: Гней Генуций Авгурин, Луций Атилий Приск, Марк Ветурий Крас Цицурин, Марк Помпоний Руф и Волеро Публилий Филон.